# Ángel Sergio Guerrero Mier
Pour les articles homonymes, voir Mier.
Ángel Sergio Guerrero Mier, né le 18 août 1935 à Durango (Durango) et mort le 10 janvier 2021, est un homme politique mexicain. Il fut le gouverneur de l'État mexicain de Durango entre 15 septembre 1998 et 14 septembre 2004,.